# Minggravarna
Minggravarna (明十三陵, Míngshísānlíng) är ett kejserligt gravfält från den kinesiska Mingdynastin (1368–1644). Gravfältet ligger cirka 45 km norr om centrala Peking i Kina. Minggravarna innehåller mausoleer för tretton av Mingdynastins totalt sexton kejsare och dessutom sju satellitgravar för konkubiner och eunucker. Graven Dingling för kejsar Wanli är utgrävd och det underjordiska palatset där kejsaren låg begraven hålls öppet för turister.
Sedan år 2000 är Ming- och Qingdynastiernas kejserliga gravar, där Minggravarna ingår, listade som världsarv av Unesco. Gravfältet är en av Pekings populäraste turistattraktioner.

## Historia
När Mingdynastins tredje kejsare Yongles kejsarinna Xu avled 1407, började Yongle sökandet efter en lämplig begravningsplats, och platsen för Minggravarna valdes. Uppbyggnaden av gravfältet började 1409 med graven Changling där kejsarinnan Xu begravdes 1413. Kejsare Yongle dog och begravdes i samma grav 1424. Utbyggnaden av gravfältet med ytterligare tolv kejsargravar pågick fram till 1644, då Mingdynastin föll.  I samband med dynastins fall förstörde, plundrade och brände Li Zicheng delar av Minggravarna under sin väg söderut mot Peking.
Tre av Mingdynastins kejsare ligger inte begravda i Minggravarna. Dynastins grundare, kejsar Hongwu, är begravd i Xiaoling i Nanjing. Dynastins andre kejsare (Jianwen) har ingen grav eftersom han försvann i samband med att Yongle tog makten 1402. Mingdynastins sjunde kejsare Jingtai blev av politiska skäl begravd i Jingtailing, i Pekings nordvästra utkant.
Minggravarna listas sedan år 2000 tillsammans med de övriga Ming- och Qingdynastiernas kejserliga gravar som världsarv.

## Utförande

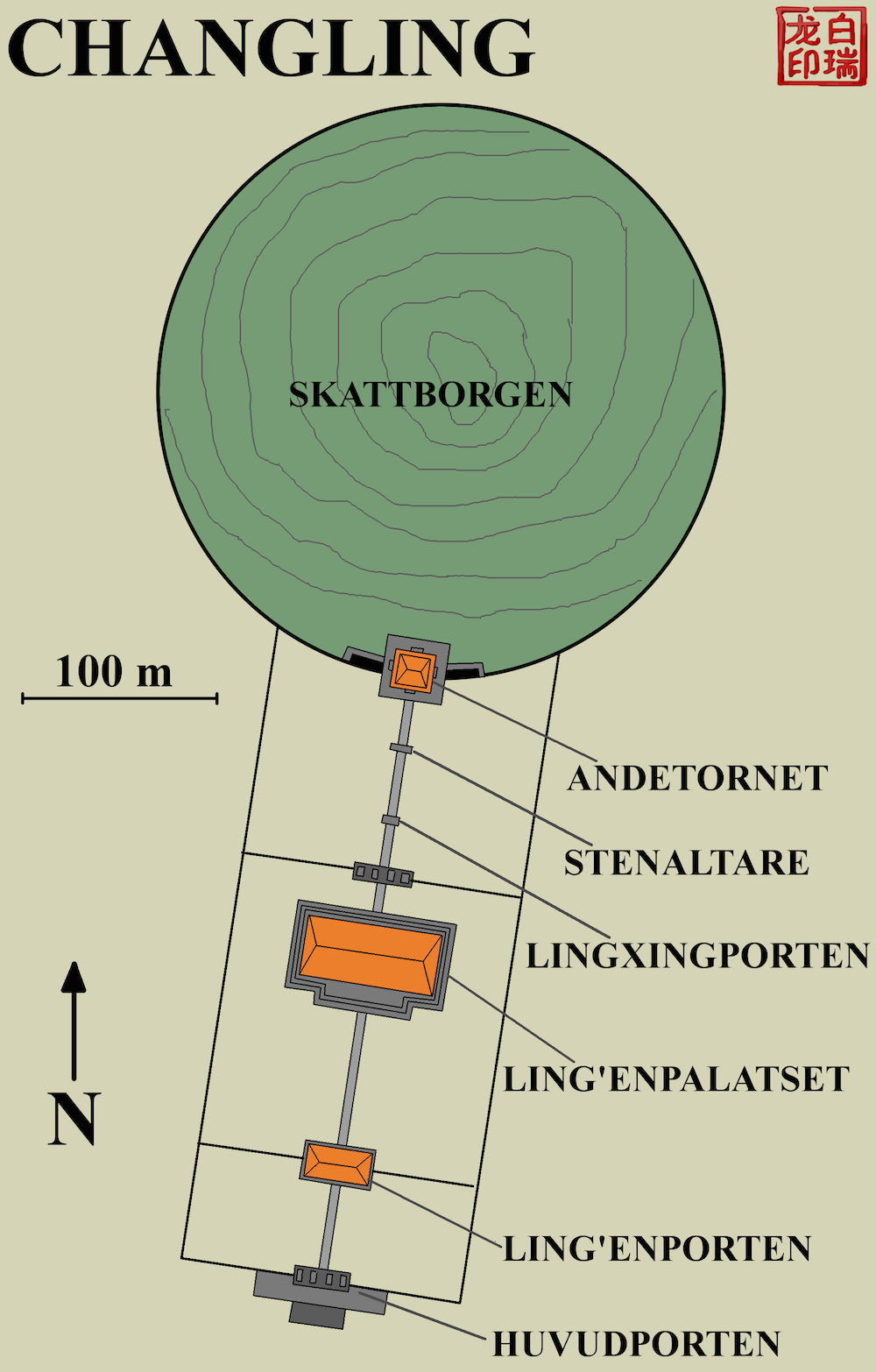
Planvy över Changling vars layout är representativ för Minggravarna.

I dalen längs foten av Tianshouberget i Changpingdistriktet 45 km norr om centrala Peking i Kina är de tretton Minggravarna uppförda. Utöver kejsargravarna finns även sju satellitgravar för konkubiner och eunucker. Gravarna och dess tillhörande byggnader är jämfört med kinas äldre kejsargravar väl bevarade. Platsen för gravarna är noga utvald och är optimal ur ett feng shui-perspektiv med omslutande berg på norra sidan och vatten i söder. Gravfältet upptar en yta av totalt 80 kvadratkilometer.
Utförandet på varje kejsargrav varierar i storlek och komplexitetsnivå med grundlayouten är snarlik för alla gravarna. Varje grav är byggd i riktning mot en kulle och inleds med en stenbro. Därefter följer huvudporten och en stele. Graven fortsätter med Ling'enporten och därefter Ling'enpalatset (隆恩殿). Ling'enpalatset är en offersal och användes när en efterföljande kejsare visade sin vördnad för sina förfäder. Efter Ling'enpalatset kommer ytterligare en port, Lingxingporten, som följs av ett stenaltare. Efter stenaltaret står Andetornet (明楼) som omges av en kvadratisk borg. Den kvadratiska borgen ansluter till den Runda borgen eller Skattborgen (宝城) som är en cirkulär mur som omsluter gravhögen. Gravhögen är en konstgjord cirkulär kulle av packad jord. Under gravhögen finns det underjordiska palatset där de gravsatta vilar.

## Processionsvägen

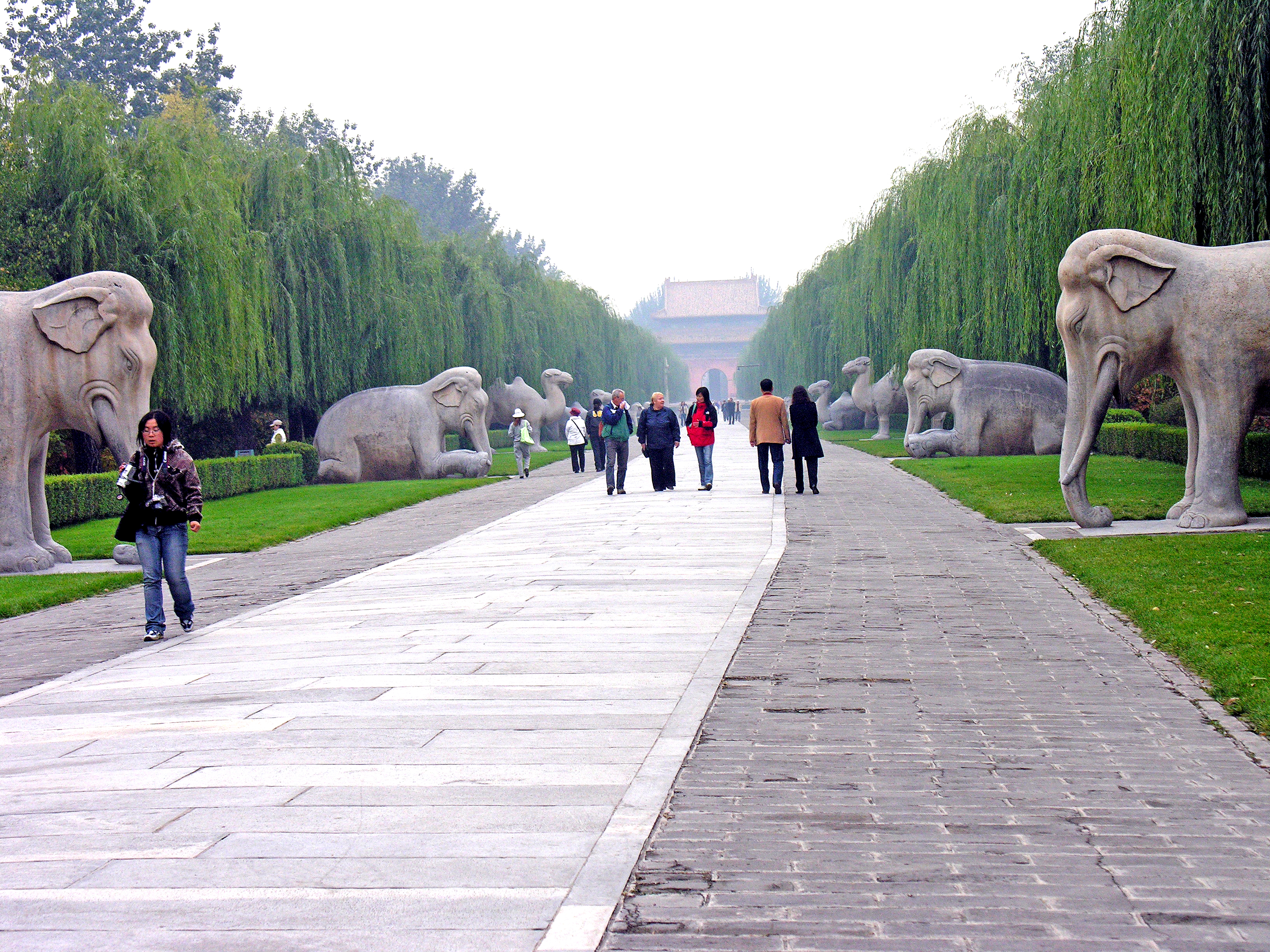
Processionsvägen kantad av stenstatyer som leder mot gravarna.

Från södra delen av Minggravarna upp mot Changling leder en drygt 7 km lång processionsväg. Processionsvägen inleds med en stor och mycket detaljrikt utsmyckad stenport med fem ingångar som leder rakt mot Changling och den högsta toppen av Tianshouberget. En dryg kilometer efter stenporten följer Stora röda porten med tre genomgångar som är huvudentrén in till Minggravarna. Fortsätter man genom Stora röda porten kommer man till Stelepaviljongen som är en paviljongbyggnad innehållande en hög stele som bärs av en sköldpadda av sten. Efter Stelepaviljongen kommer processionsvägens mest karakteristiska del där vägen är kantad av 30 stenstatyer av drakar, lejon, kameler, elefanter, hästar, generaler och tjänstemän. Slutligen passerar processionsvägen en stenbro men sju halvcirkelformade brospann innan vägen fortsätter fram till Changling. Det leder även mindre processionsvägar till de övriga gravarna som ansluter mot huvudprocessionsvägen.

## Öppnandet av Dingling

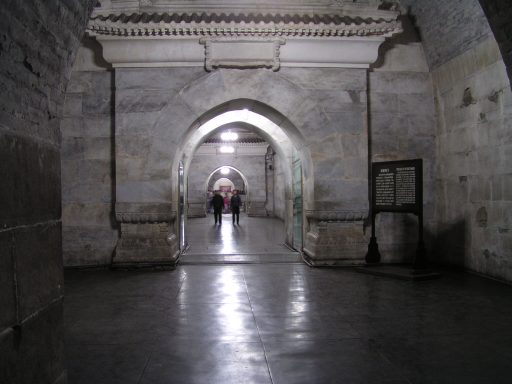
Det underjordiska palatset i Dingling som öppnades 1956.

Dingling är den första kejsargrav i Kina som officiellt har öppnats och grävts ut av de kinesiska myndigheterna. Det finns andra kejsargravar som är utgrävda, men de har initialt öppnats av gravplundrare och har senare formellt grävts ut. Med start i maj 1956 och under ett år framåt grävdes Dingling ut och över 3 000 föremål hittades i det underjordiska palatset. Föremålen var huvudsakligen konstskatter av guld, silver, jade och porslin. Det påträffades även kejserliga kläder som gav värdefull information om Mingdynastins begravningsriter. År 1959 öppnades det underjordiska palatset för allmänheten.
Utgrävningen av Dingling har kritiserats för att inte ha varit så planerad och strukturerad som officiellt påstås. Det råder tveksamheter om huruvida gravöppningen var formellt godkänd. Dessutom har hanteringen av de upphittade fynden kritiserats. Framför allt kritiseras det sätt på vilket de kejserliga kvarlevorna och annat organiskt material såsom träkistor och kläder omhändertogs. En stor del av det organiska materialet förstördes efter att ha utsatts för fukt. Resterna av träkistorna slängdes efter att replikor producerats och de kejserliga skeletten brändes 1966 av rödgardister under inledningen av Kulturrevolutionen. Den misslyckade utgrävningen av Dingling har använts som argument mot att öppna andra kejserliga mausoleer såsom Qianling från Tangdynastin och den första kejsaren Qin Shi Huangdis mausoleum.

## Lista över Minggravarnas mausoleer

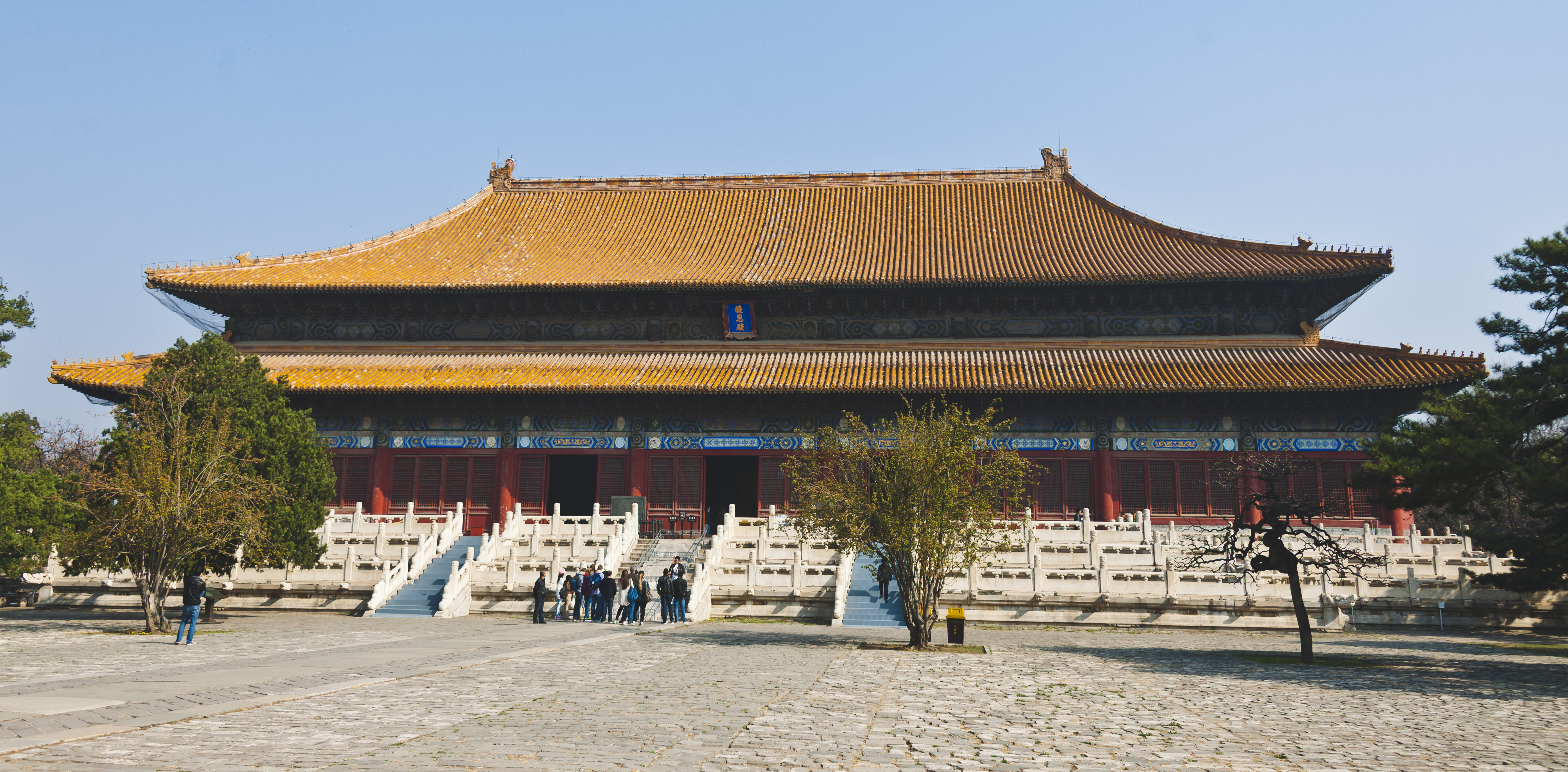
Ling'enpalatset i Changling.

### Minggravarnas kejsargravar
| Mausoleum1 | Gravsatta1                                                            | Byggnadstid1 | Position1                                     | Not1                                                                                        |
| --- | --------------------------------------------------------------------- | ------------ | --------------------------------------------- | ------------------------------------------------------------------------------------------- |
| Changling | Kejsar Yongle Kejsarinnan Xu 16 konkubiner                            | 1409–1427    | 40°18′00″N 116°14′35″Ö / 40.2999°N 116.2431°Ö | Öppen för turister Den största av Minggravarna                                              |
| Xianling | Kejsar Hongxi Kejsarinnan Zhang 5 konkubiner                          | 1425         | 40°18′18″N 116°14′14″Ö / 40.3049°N 116.2372°Ö |                                                                                             |
| Jingling | Kejsar Xuande Kejsarinnan Sun 10 konkubiner                           | 1435–1463    | 40°17′55″N 116°15′05″Ö / 40.2986°N 116.2514°Ö | Den minsta av Minggravarna                                                                  |
| Yuling | Kejsar Zhengtong Kejsarinnan Qian Kejsarinnan Zhou                    | 1464         | 40°18′49″N 116°13′54″Ö / 40.3137°N 116.2317°Ö |                                                                                             |
| Maoling | Kejsar Chenghua Kejsarinnan Wang Kejsarinnan Ji Kejsarinnan Shao      | 1487–1488    | 40°18′51″N 116°13′35″Ö / 40.3143°N 116.2264°Ö |                                                                                             |
| Tailing | Kejsar Hongzhi Kejsarinnan Zhang                                      | 1505–1506    | 40°19′24″N 116°13′00″Ö / 40.3232°N 116.2168°Ö |                                                                                             |
| Kangling | Kejsar Zhengde Kejsarinnan Xia                                        | 1521–1522    | 40°19′09″N 116°12′16″Ö / 40.3191°N 116.2045°Ö |                                                                                             |
| Yongling | Kejsar Jiajing Kejsarinnan Fang Kejsarinnan Du Kejsarinnan Chen       | 1536–1543    | 40°17′18″N 116°15′02″Ö / 40.2883°N 116.2505°Ö |                                                                                             |
| Zhaoling | Kejsar Longqing Kejsarinnan Li(I) Kejsarinnan Chen Kejsarinnan Li(II) | ?–1573       | 40°17′26″N 116°12′40″Ö / 40.2906°N 116.2110°Ö | Öppen för turister Har blivit storskaligt renoverad                                         |
| Dingling | Kejsar Wanli Kejsarinnan Wang(I) Kejsarinnan Wang(II)                 | 1584–1590    | 40°17′40″N 116°13′01″Ö / 40.2945°N 116.2170°Ö | Öppen för turister Underjordiska palatset är utgrävt sedan 1956 Nerbränd av Li Zicheng 1644 |
| Qingling | Kejsar Taichang Kejsarinnan Guo Kejsarinnan Wang Kejsarinnan Liu      | 1621–1626    | 40°18′30″N 116°14′00″Ö / 40.3082°N 116.2333°Ö |                                                                                             |
| Deling | Kejsar Tianqi Kejsarinnan Zhang                                       | 1627–1632    | 40°17′18″N 116°15′33″Ö / 40.2882°N 116.2591°Ö |                                                                                             |
| Siling | Kejsar Chongzhen Kejsarinnan Zhou                                     | 1644–1660    | 40°16′08″N 116°11′31″Ö / 40.2688°N 116.1920°Ö | Graven uppfördes av Qingdynastin Graven var ursprungligen till Ädla konkubinen Tian         |
| 1 Där inget annat anges, Källa: Wang, Yonglin (2011) (på engelska). Thirteen Imperial Tombs of the Ming Dynasty. Peking: Foreign Languages Press. ISBN 978-7-119-06755-1 |                                                                       |              |                                               |                                                                                             |

### Minggravarnas satellitgravar
| Mausoleum1 | Gravsatta1                                                    | Position1 | Position1                                     | Not1                                                                   | Karta |
| --- | ------------------------------------------------------------- | --------- | --------------------------------------------- | ---------------------------------------------------------------------- | ----- |
| Östra Well | Kejsar Yongles konkubiner                                     | 1         | 40°17′06″N 116°15′21″Ö / 40.2851°N 116.2559°Ö | Var ursprungligen placerade öster och väster om Changling.             |       |
| Västra Well | Kejsar Yongles konkubiner                                     | 2         | 40°17′40″N 116°12′42″Ö / 40.2944°N 116.2118°Ö | Var ursprungligen placerade öster och väster om Changling.             |       |
| Ädla konkubinen Wans grav | Kejsar Chenghuas konkubin Wan                                 | 3         | 40°16′57″N 116°11′57″Ö / 40.2824°N 116.1993°Ö | Graven är delvis täckt med bebyggelse.                                 |       |
| Daograven | Kejsar Jiajings konkubiner Shen, Wen och Lu                   | 4         | 40°16′17″N 116°11′17″Ö / 40.2715°N 116.1881°Ö | Graven var ursprungligen tänkt till Jiajings kejsarinna Chen.          |       |
| Kejsare Jiajings prins och konkubingrav | Kejsare Jiajings två prinsar Kejsare Jiajings fyra konkubiner | 5         | 40°16′22″N 116°11′19″Ö / 40.2728°N 116.1885°Ö |                                                                        |       |
| Konkubinen Xians grav | Kejsare Jiajings konkubin Zheng                               | 6         | 40°16′29″N 116°11′24″Ö / 40.2746°N 116.1899°Ö |                                                                        |       |
| Kejsar Wanlis konkubingrav | Kejsar Wanlis fem konkubiner                                  | 7         | 40°16′33″N 116°11′34″Ö / 40.2757°N 116.1929°Ö | Den största konkubingraven                                             |       |
| Wang Cheng'ens grav | Eunucken Wang Cheng'en                                        | 8         | 40°16′02″N 116°11′31″Ö / 40.2671°N 116.1919°Ö | Wang Cheng'en begick självmord tillsammans med kejsare Chongzhen 1644. |       |
| 1 Där inget annat anges, Källa: Wang, Yonglin (2011) (på engelska). Thirteen Imperial Tombs of the Ming Dynasty. Peking: Foreign Languages Press. ISBN 978-7-119-06755-1 |                                                               |           |                                               |                                                                        |       |

## Minggravarna idag
I dag är Minggravarna ett av Pekings populäraste turistmål och besöktes under åren 1981 till 2000 årligen av ungefär 5 000 000 turister, varav som mest 40 000 per dag. Tre av kejsargravarna är öppna för turism: Changling, Zhaoling och Dingling, där man även kan gå ner i Dinglings underjordiska palats. Även processionsvägen med dess stenskulpturer är öppen för turister. Minggravarna besöks ofta i kombination med besök på kinesiska muren som passerar precis norr om gravfältet.

## Galleri

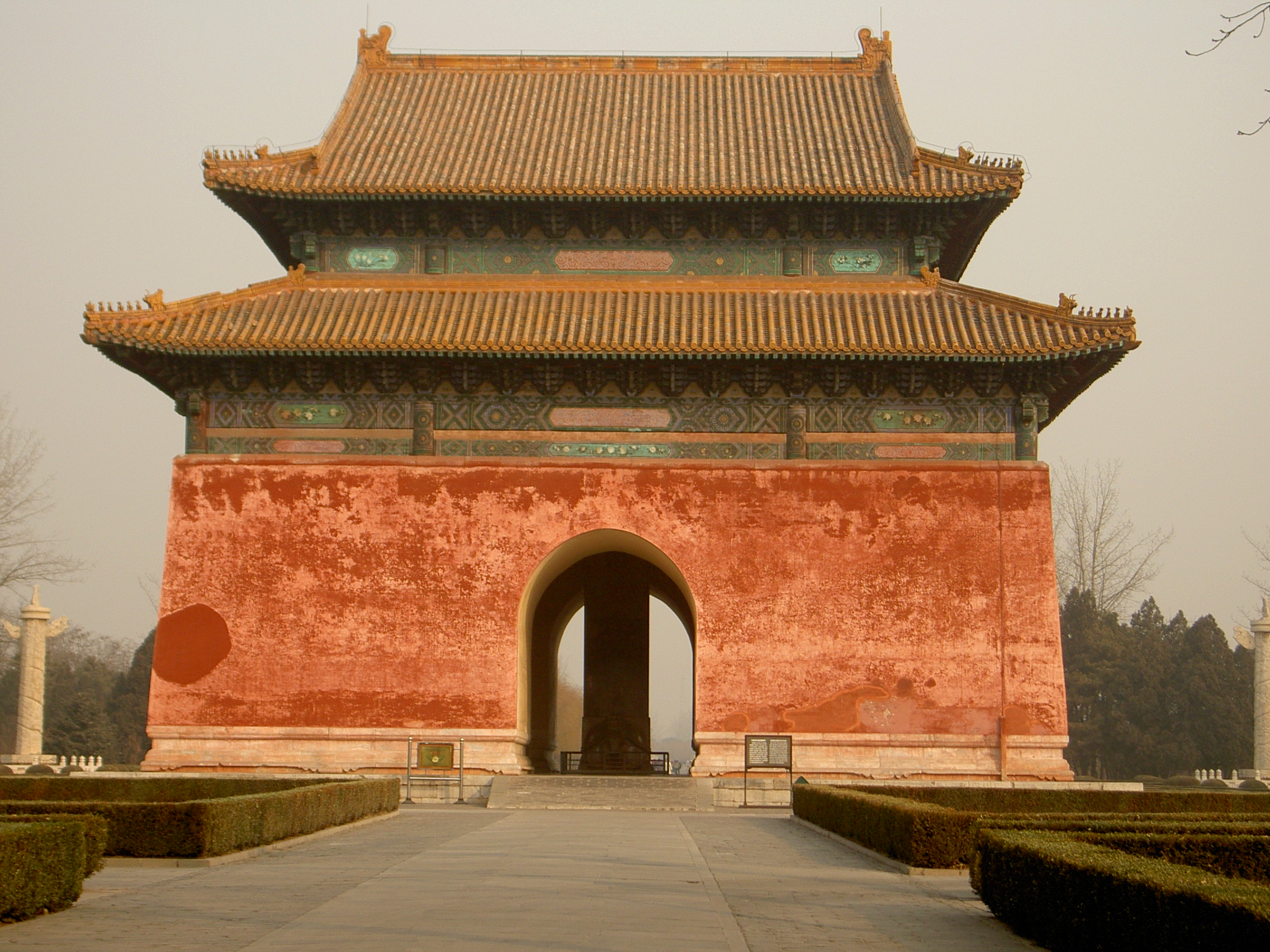
Stelepaviljongen på processionsvägen.
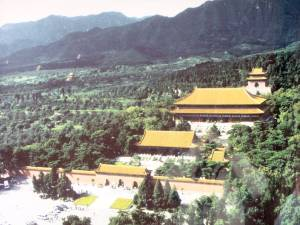
Flygfoto över Changling.
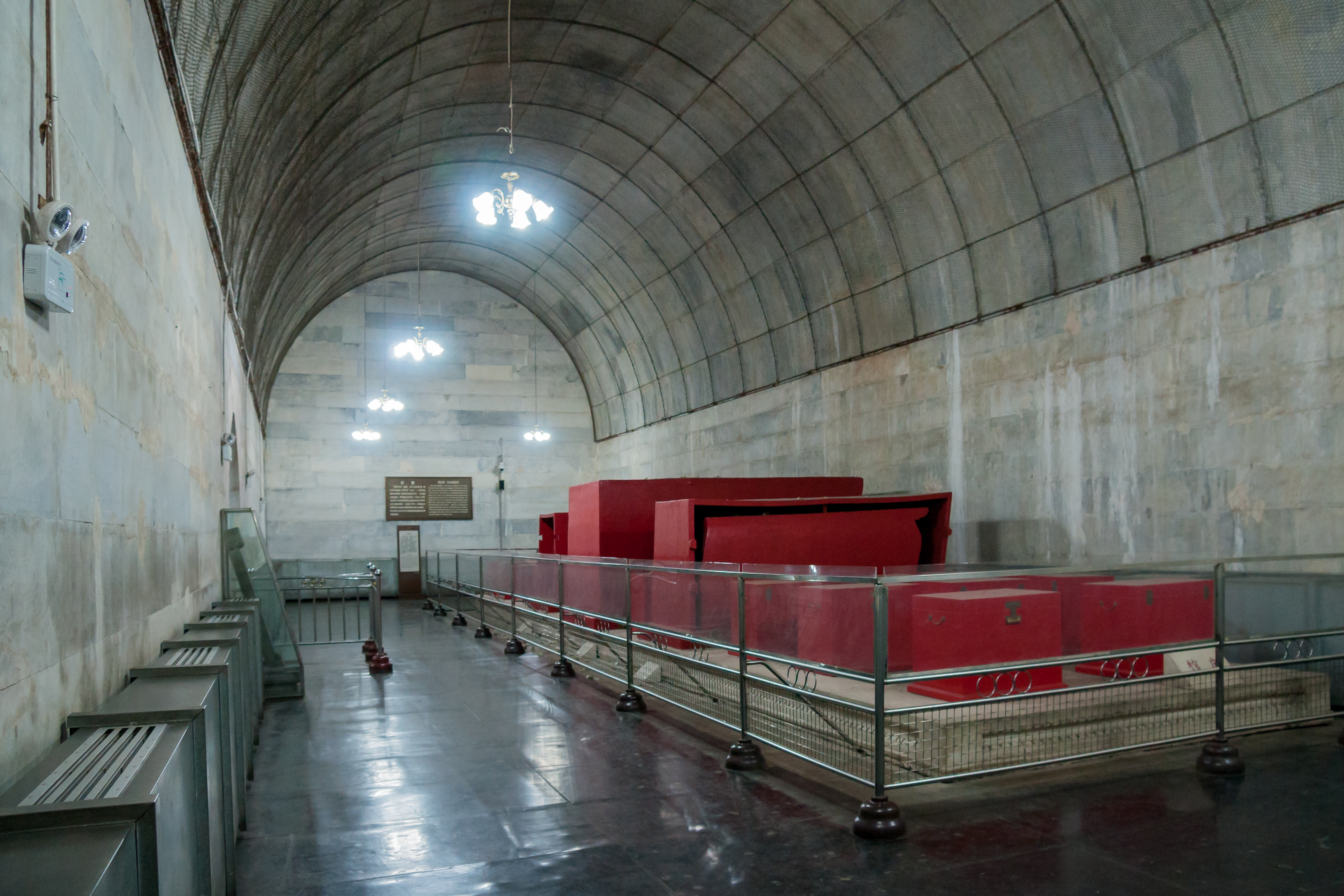
Den centrala kammaren i Dinglings underjordiska palats där kejsare Wanli vilade med sina båda kejsarinnor.
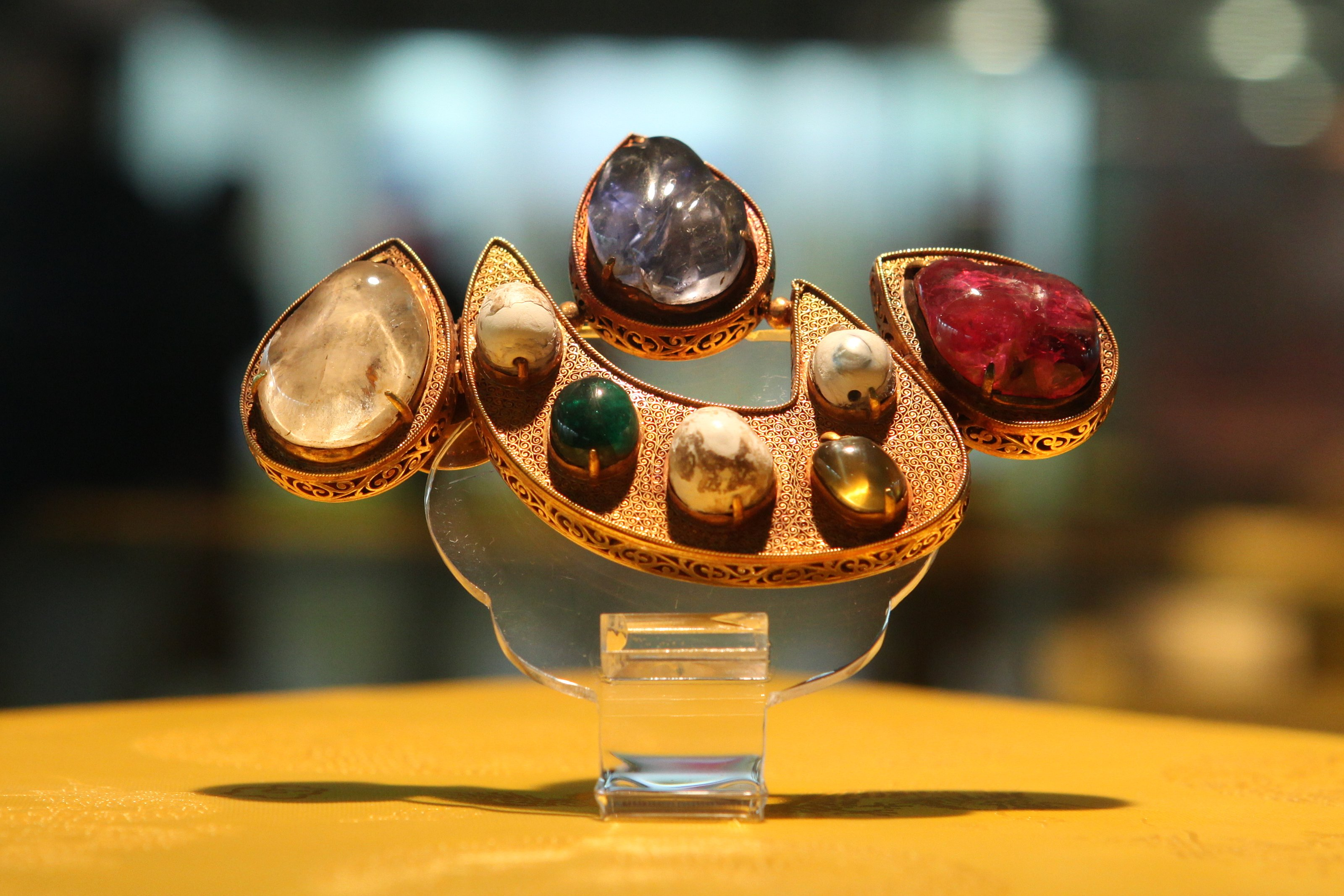
En av de 3 000 föremålen som hittats under utgrävningen av Dingling.
Målning över Minggravarna. I förgrunden syns processionsvägen och längs bergsfoten ligger alla gravarna.
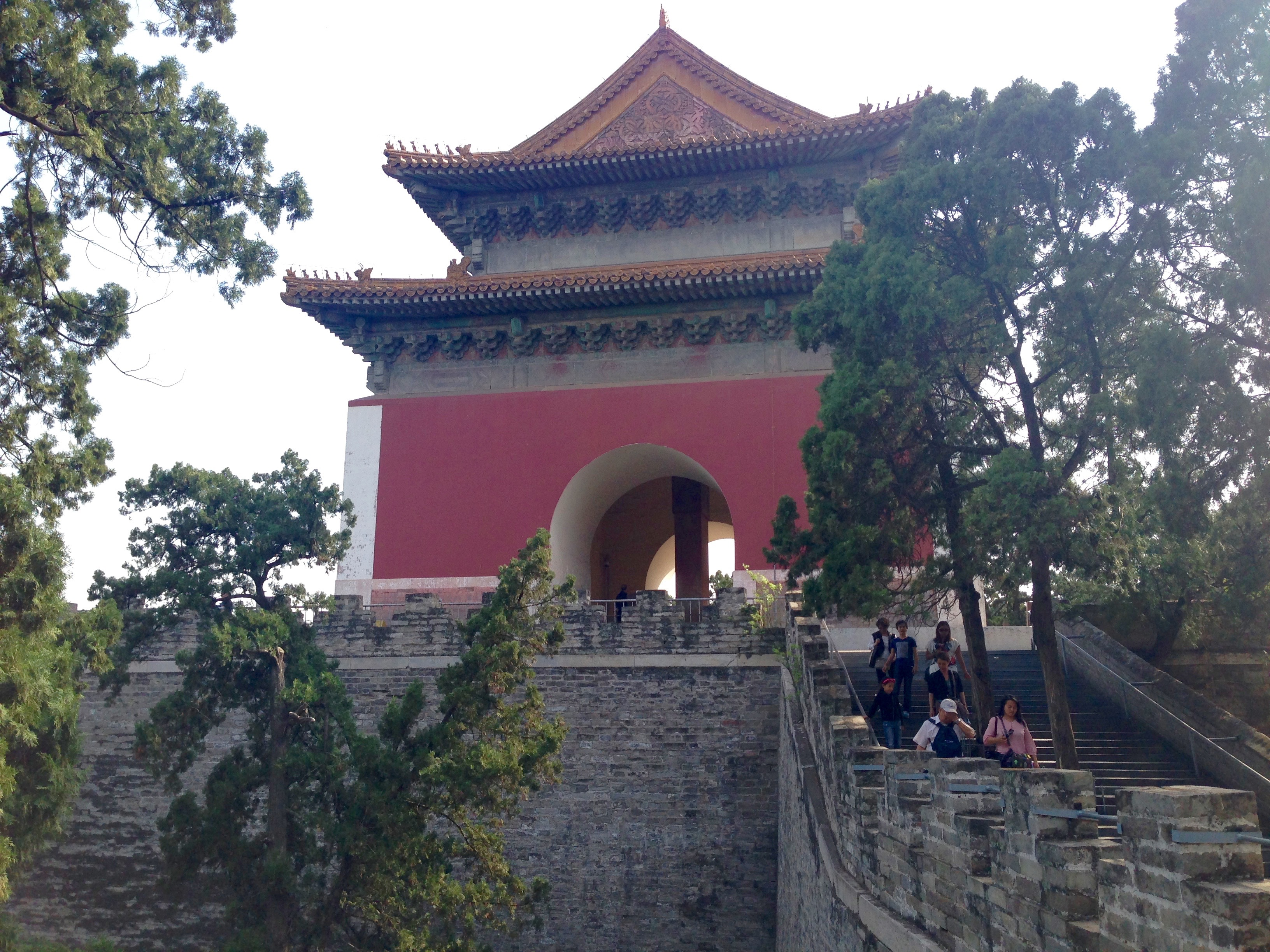
Dinglings Andetorn.
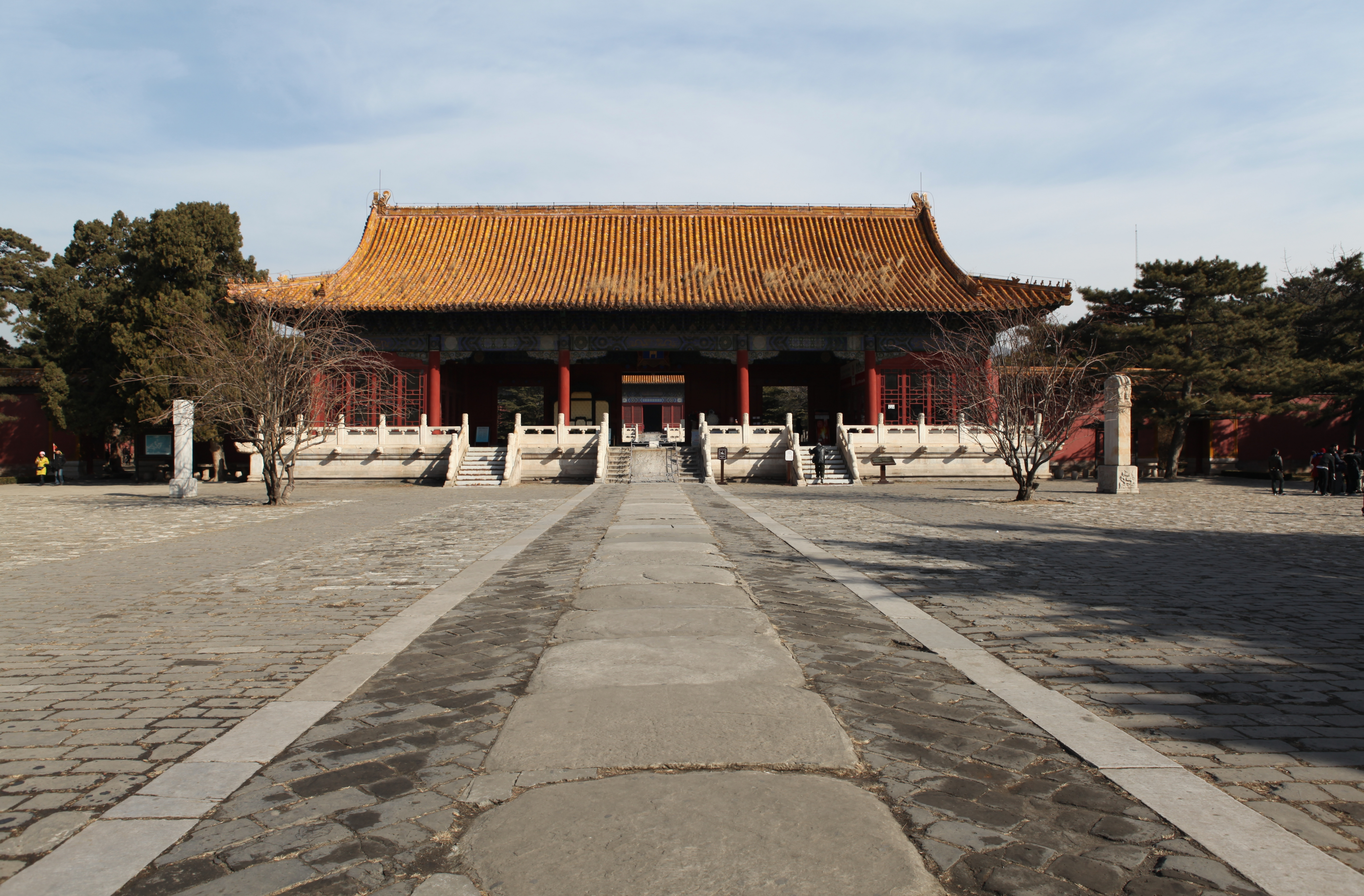
Ling'enporten i Changling.
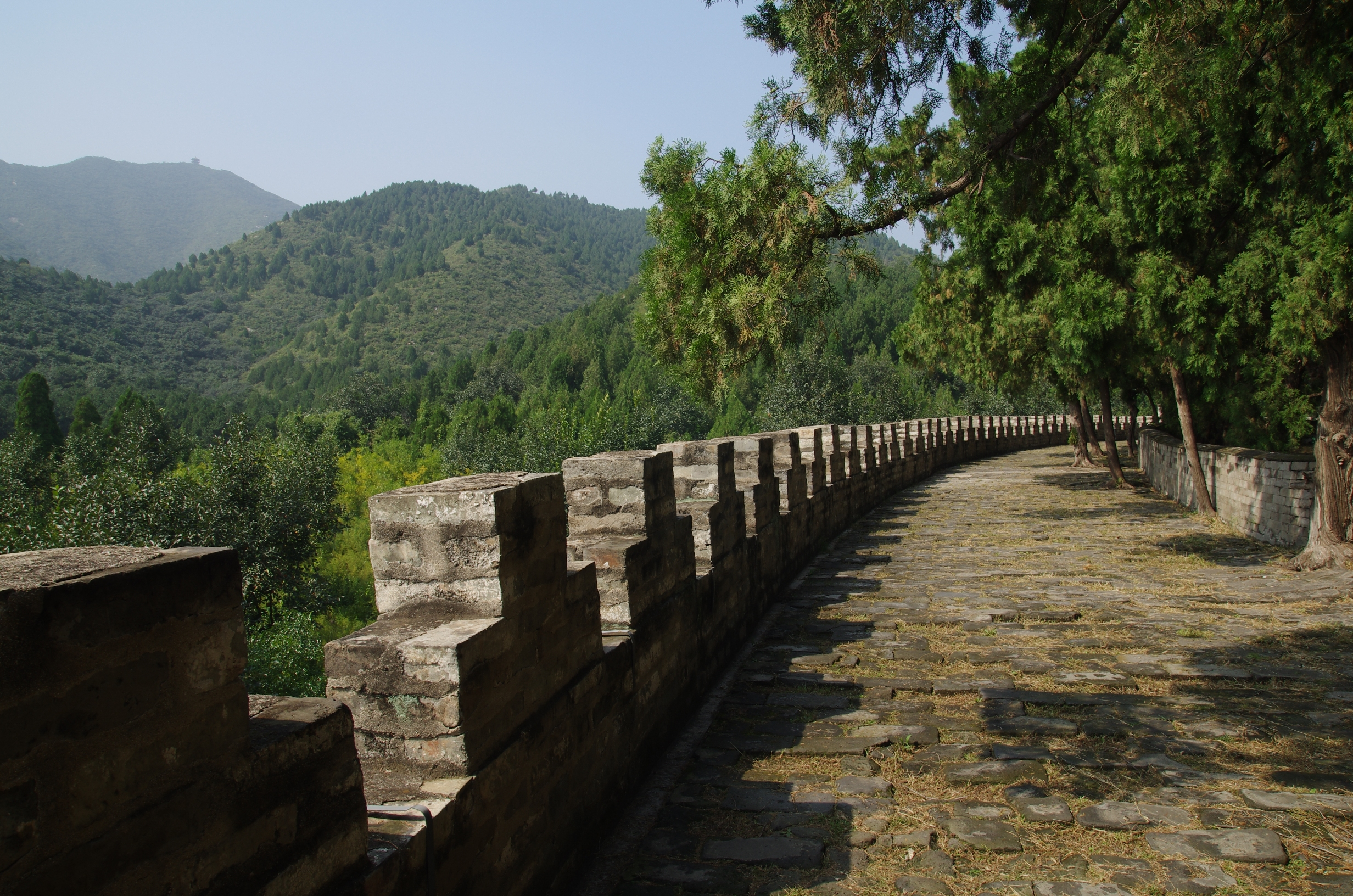
Muren runt Dinglings Skattborg.
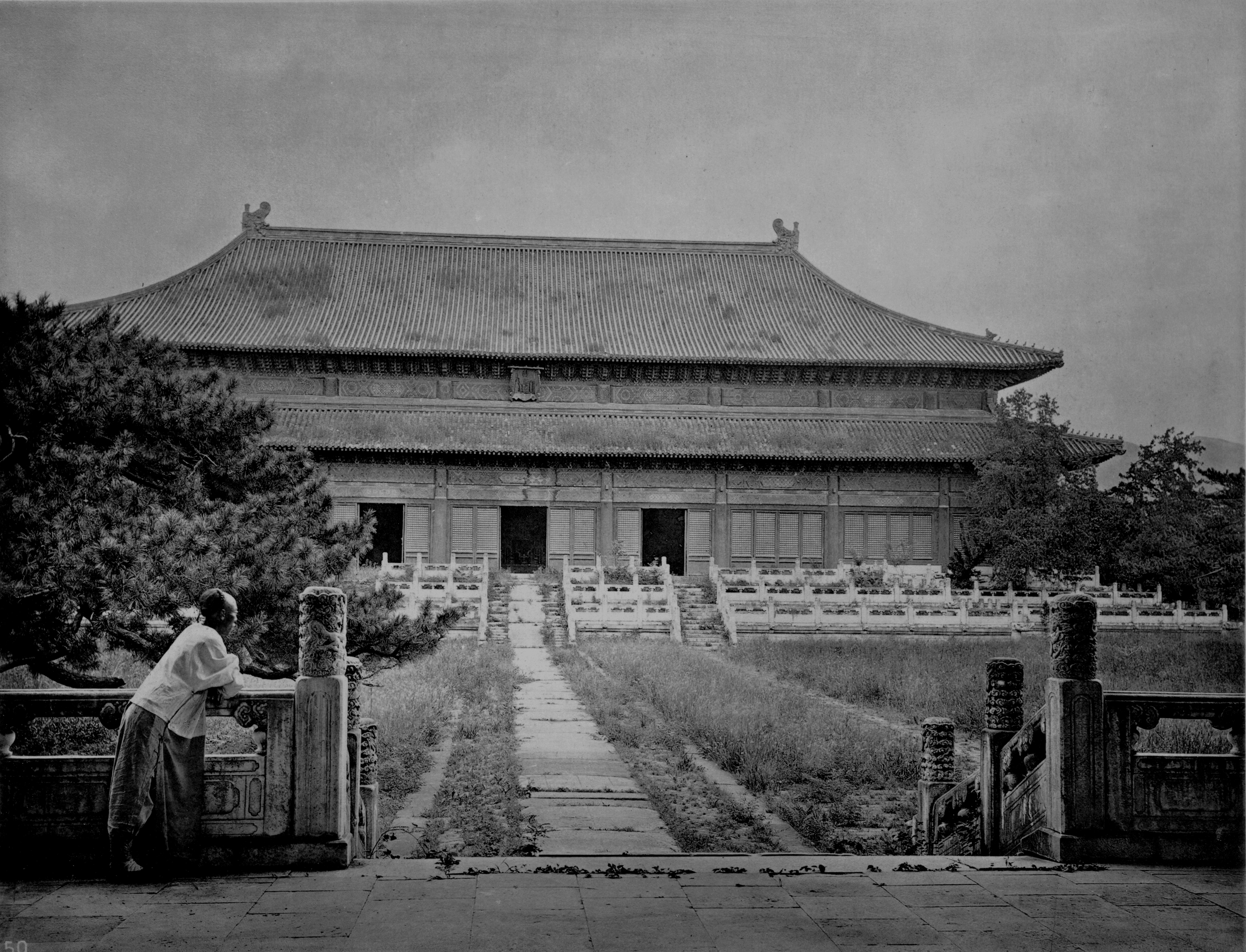
Historiskt foto av Ling'enpalatset i Changling.
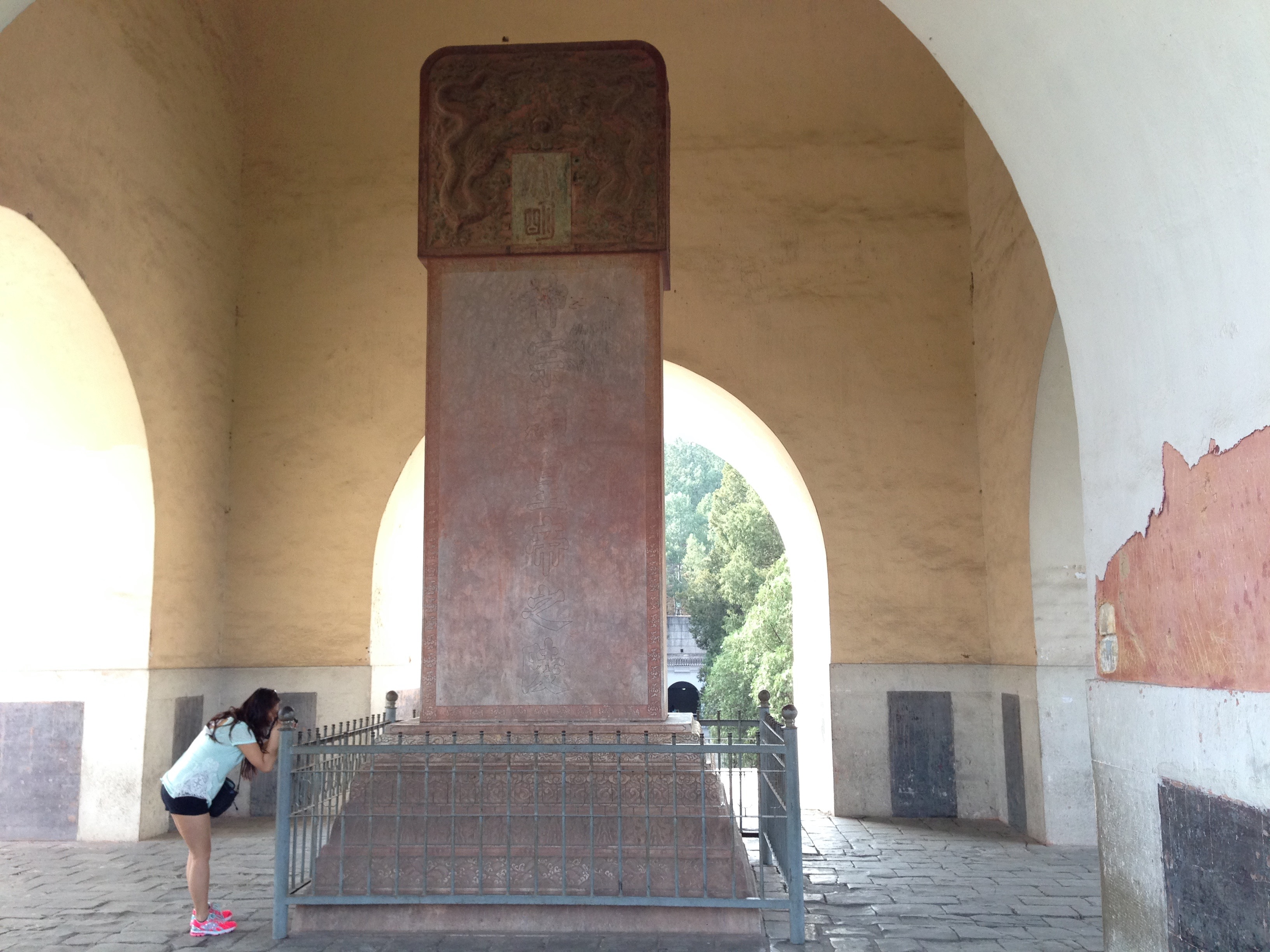
Stelen i Dinglings Andetorn.